# 风见章
风见章（日语：風見 章/かざみ あきら，1886年2月12日—1961年12月20日），日本的政治家，曾担任近卫文麿时期的法務大臣、内阁官房长官。

## 生平
1886年，出生。
1932年，加入国民同盟。
1936年，任国策研究会委员。
1937年，任内阁书记长官。
1940年，任司法大臣。
1946年，被开除公职。
1955年，加入左翼社会党。
1961年，去世。